# 寺本伊勢松
寺本 伊勢松（てらもと いせまつ、1873年〈明治6年〉5月5日 - 1936年〈昭和11年〉7月22日）は、日本の教育者。
出典；https://ci.nii.ac.jp/ncid/AN10285312

## 人物
明治6年兵庫県生。明治28年兵庫県師範学校を卒業。明治から大正時代に教育に奉仕し、兵庫県の小学校校長・京都府視学など歴任後、大正元年上京し東京都神田にあった大日本国民中学会において教科書の執筆活動に従事し同会主事となった。大正15年財団法人公民教育会専務理事となる。通信教育にあたり全国の学生が卒業資格を得られるよう指導にあたった。 
1918年（大正7年）に武陽中学（埼玉県立鴻巣高等学校の前身の一つ。設立時点の名称は「武陽中学」だったが、翌年2月に武陽実業学校となる）を設立、初代校長を寺本に任命した。  
晩年に東亜商業学校(大正13年西尾豊作創立)の立て直しに奔走、再建を果たした。昭和2年3月8日東亜商業学校第2代校長に就任、同年10月31日野方商科学校(夜間4年制・東亜商業学校内に設立)校長となる。昭和3年7月17日寺本他3名は新財団法人「野方学園」を設立、東亜商業学校は「野方学園東亜商業学校」として新しく再建された(東京都公文書館所蔵の東京府文書「野方学園設立ノ件」昭和3年7月17日付に本人自筆の履歴書が掲載されている)。

## 著作等
- 『改正小学校体操法』 (鹿田熊八と共編） 熊谷久栄堂、1898年 書誌ID (sourceIdentifier:NDLBibID)000000492870  原資料(日本全国書誌番号) (sourceIdentifier:JPNO)40075447[1]
- （編纂）『専検高検入学検定独学受験法 : 附・最近試験問題及解答』<独学受験叢書第5編>大明堂書店、1913年[2]
- （編纂）『専門学校高等学校入学検定 独学受験法』大明堂書店、1923年[3]
  - 1992年に「近代日本青年期教育叢書」の「第4期 苦学・独学論 第13巻」として日本図書センターより復刻

## 画像

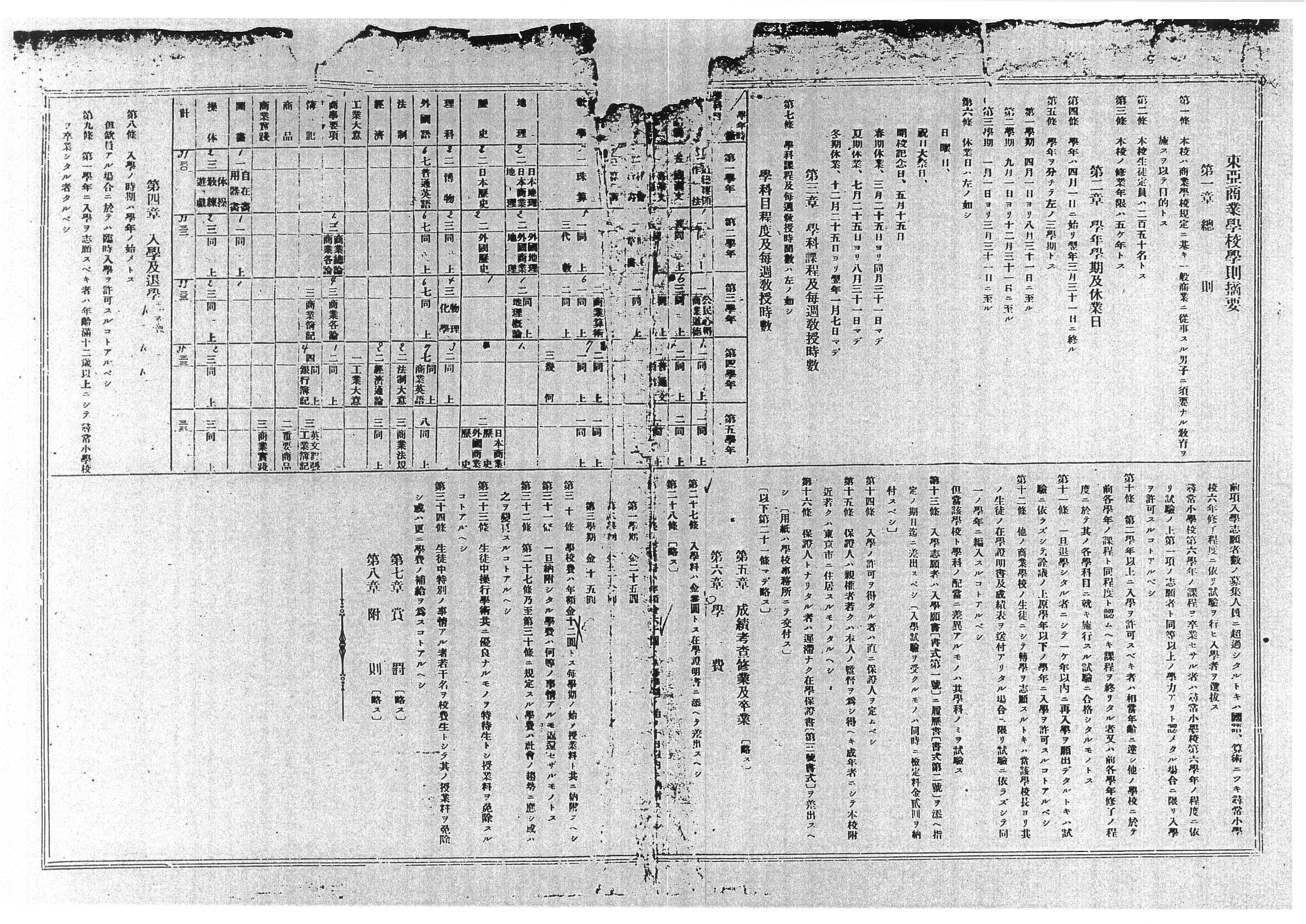
財団法人東亜商業学校　入学要綱 （山田優所蔵）
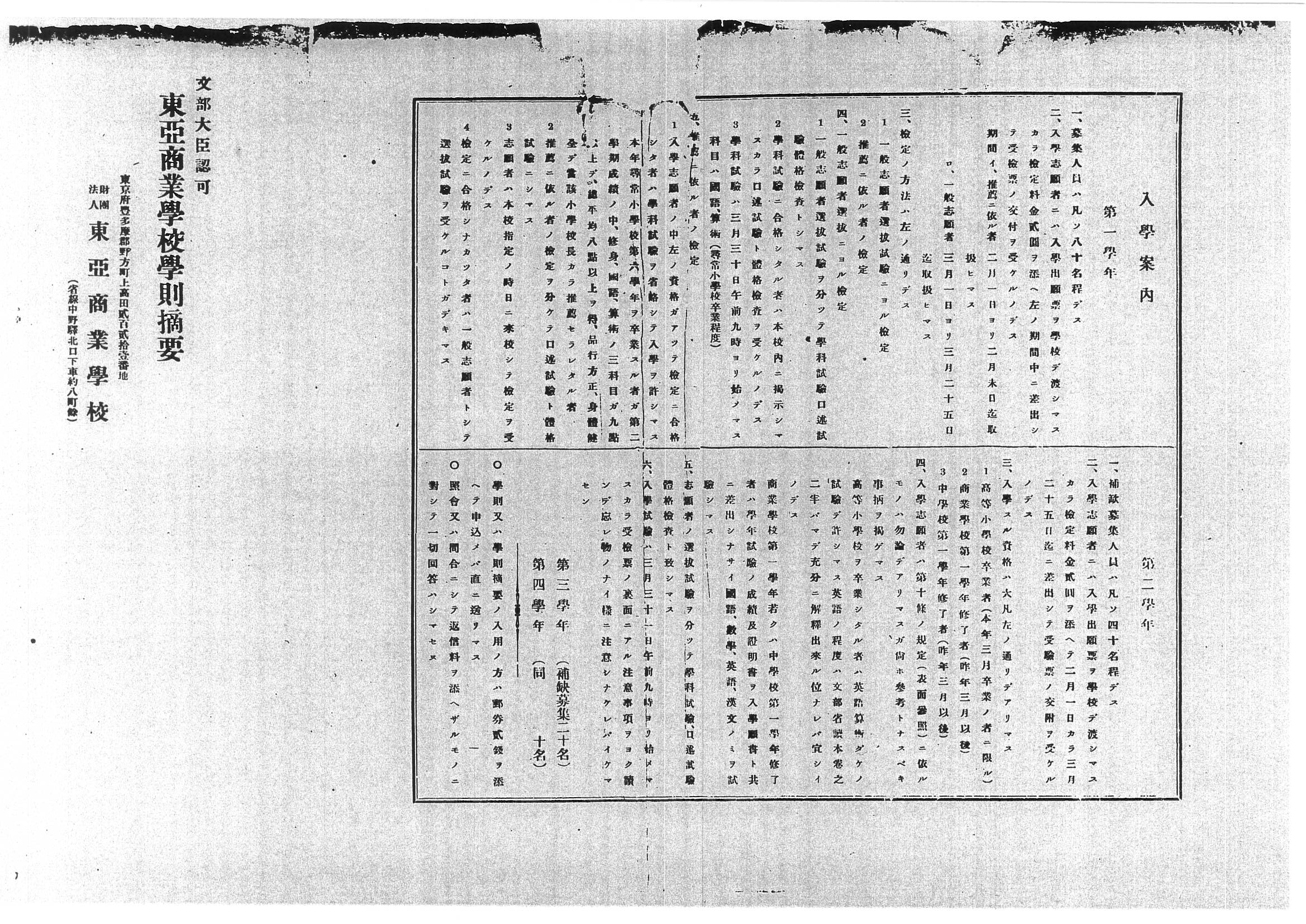
東亜商業学校　入学案内 (2)（山田優所蔵）
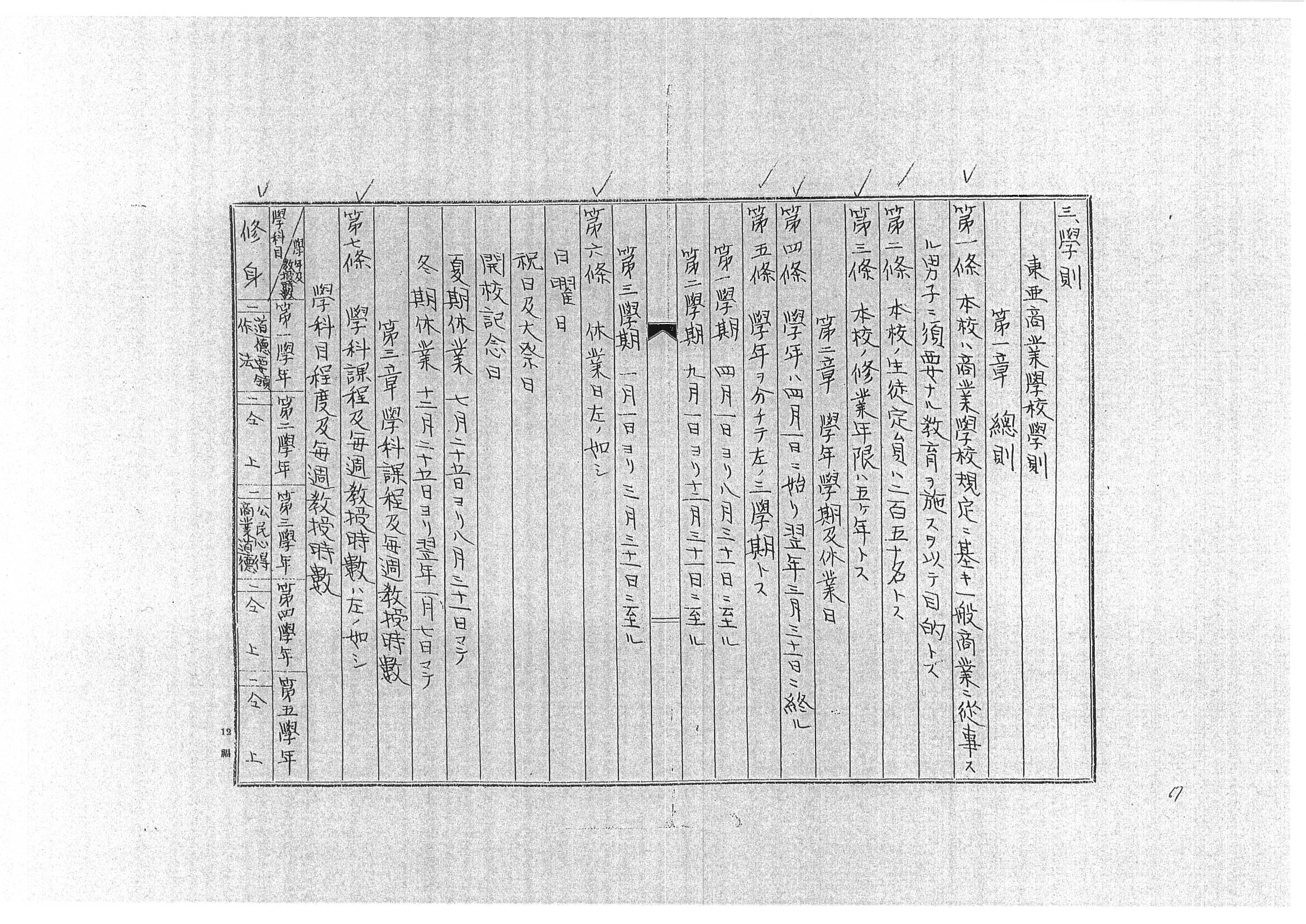
東亜商業学校  学則原稿　（鈴木壮一郎所蔵）
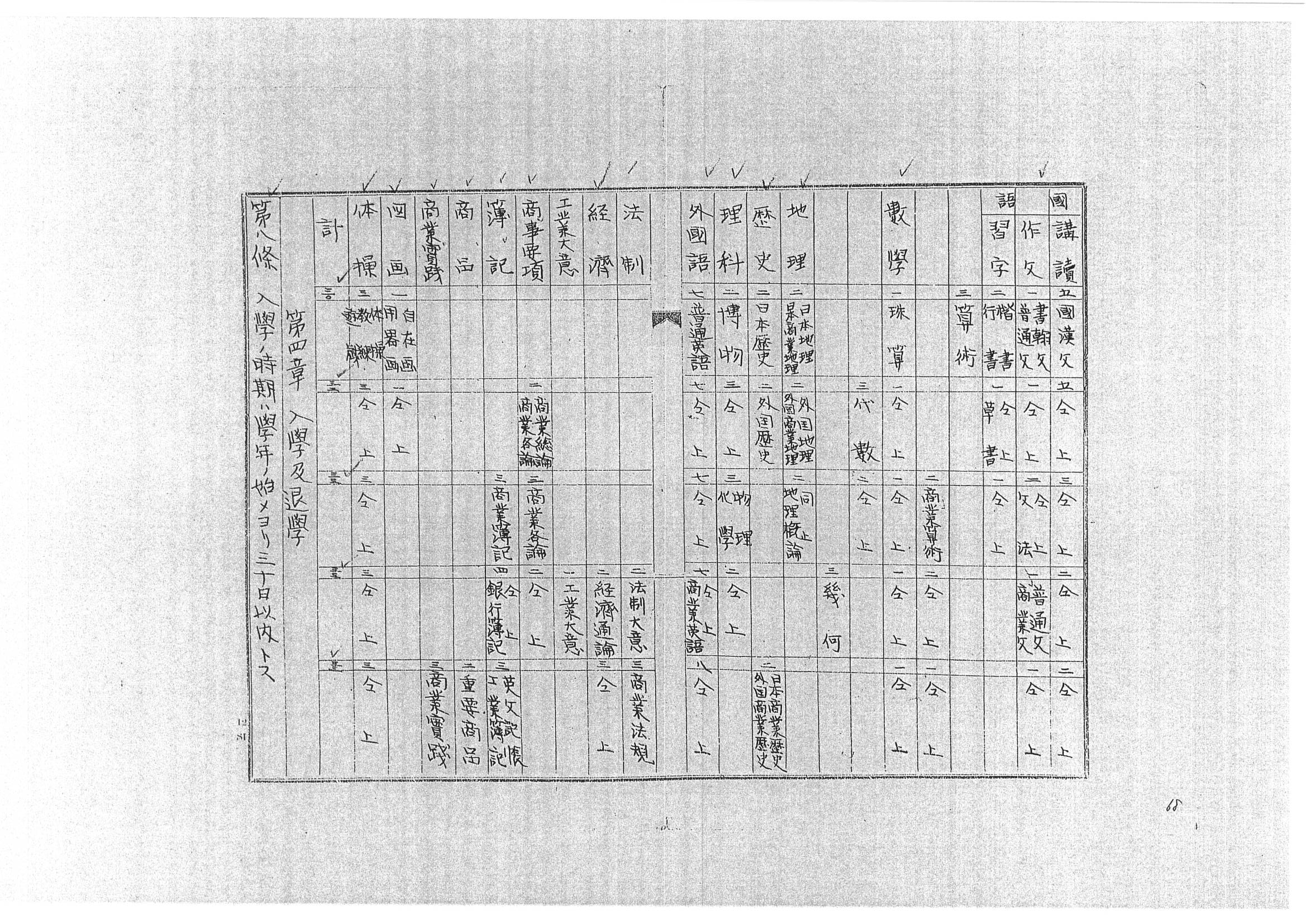
東亜商業学校　（カリキュラム草案）（鈴木壮一郎所蔵）
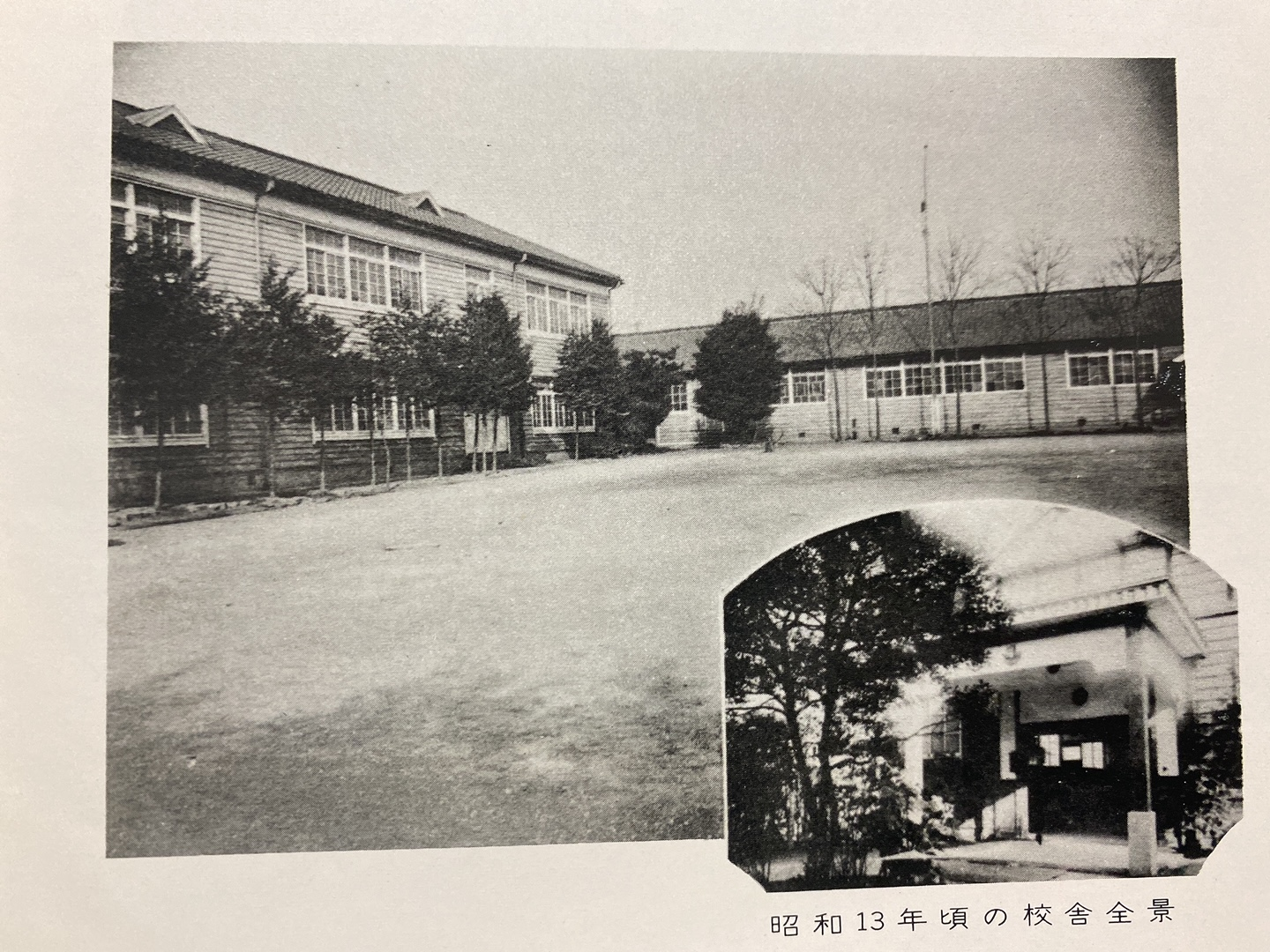
東亜商業学校校舎（1918年）

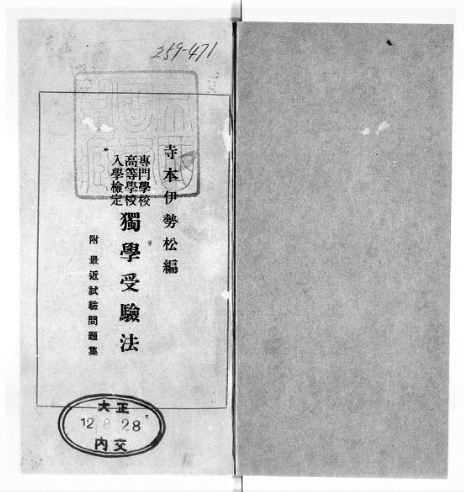
独学受験法 寺本伊勢松著
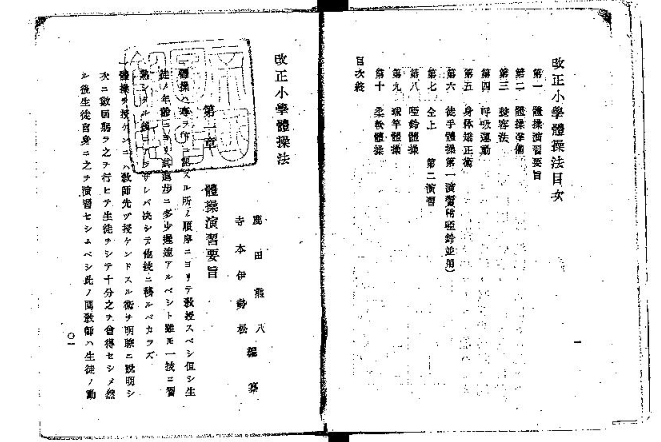
体育法 寺本伊勢松著